# Biendorf

Situation de Biendorf

Biendorf est une commune d'Allemagne dans l’arrondissement de Rostock (Mecklembourg) de l’État du Mecklembourg-Poméranie-Occidentale.

## Géographie
La commune est située entre les quatre villes de Neubukow, Kröpelin, Kühlungsborn et Rerik, à environ 10 km au sud de la côte baltique.

## Municipalité
La commune comprend les villages de Biendorf, Büttelkow (connu pour son château), Gersdorf, Dorf Jönstorf, Hof Jörnstorf, Körchow, Lehnenhof, Parchow, Sandhagen, Uhlenbrook, Westenbrügge et Wischuer.

## Architecture
- Église de Biendorf : Biendorf appartint au chapitre de la cathédrale de Schwerin à partir du XIIIe siècle. C’est de cette époque que date l’église construite en pierres de grès. Les premières mentions concernant la paroisse remontent à 1324. L’église passe à la Réforme protestante et se met sous la patronat du Mecklembourg en 1550. La chaire date de 1650. Toutes les archives paroissiales malheureusement brûlent en 1776. Cette petite église luthérienne-évangélique fait partie aujourd’hui de la paroisse de Kühlungsborn. Elle a été restaurée en 2002, après des années de désolation.
- Château de Büttelkow : Ce château se situe dans le village du même nom et se trouvait autrefois à la tête d’une exploitation agricole de 240 hectares.

## Personnalités
- Adolph Friedrich Riedel (1809-1872), historien et homme politique né à Biendorf.
- Comte Helmuth von Moltke (1848-1916), né au manoir de Geldow